# Liste von Gesten

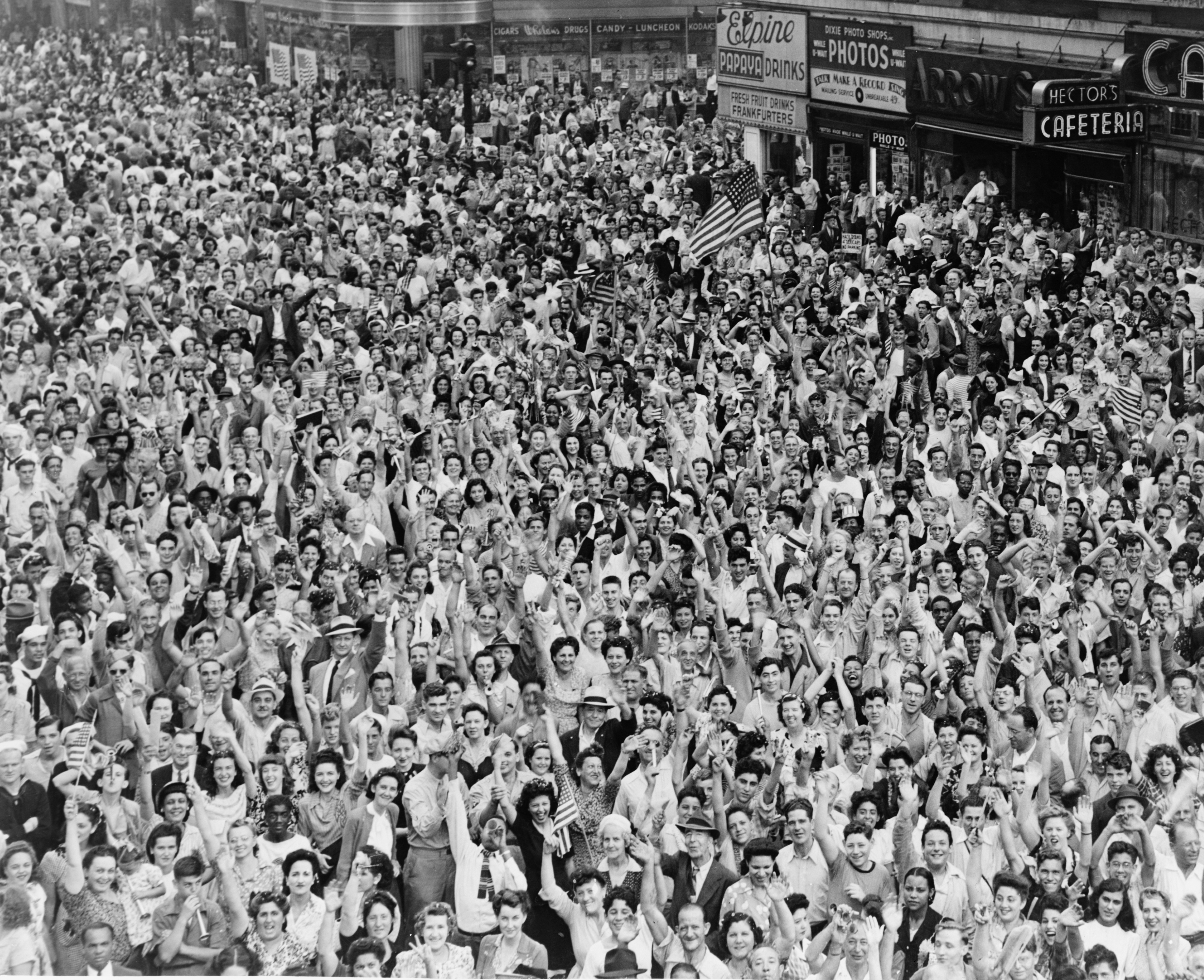
Winken

Die Liste der Gesten ist eine beispielhafte Aufstellung der weltweit häufig verwendeten menschlichen Gesten. Dabei dienen nicht alle der Kommunikation von Mensch zu Mensch, sondern auch von Menschen zu einem höheren Wesen, als Ausdruck einer Ansicht gegenüber sich selbst oder auch zu Tieren. Jeden Tag verwendet der Mensch im Sozialleben eine Vielzahl von Gesten in der zwischenmenschlichen Kommunikation.
Die Gesten sind je nach Kulturkreis, sozialer Herkunft, Ansicht, Emotion und auch Religion sehr unterschiedlich, auch werden sie unter Umständen vom Empfänger differenziert verstanden. Dies liegt zum einen an einer verschiedenen Herkunft und zum anderen auch an der Bedeutung, d. h. Situation und Zusammenhang. Die Varietät ist sehr breit, z. B. können Gesten Zustimmung oder Ablehnung, einen Gruß oder eine politische bzw. religiöse Haltung oder eine soziale Zugehörigkeit vermitteln. Die Zeichen werden mit Körperteilen transportiert, dabei kann es auch ein Zusammenspiel mehrerer Körperteile geben.

## Finger

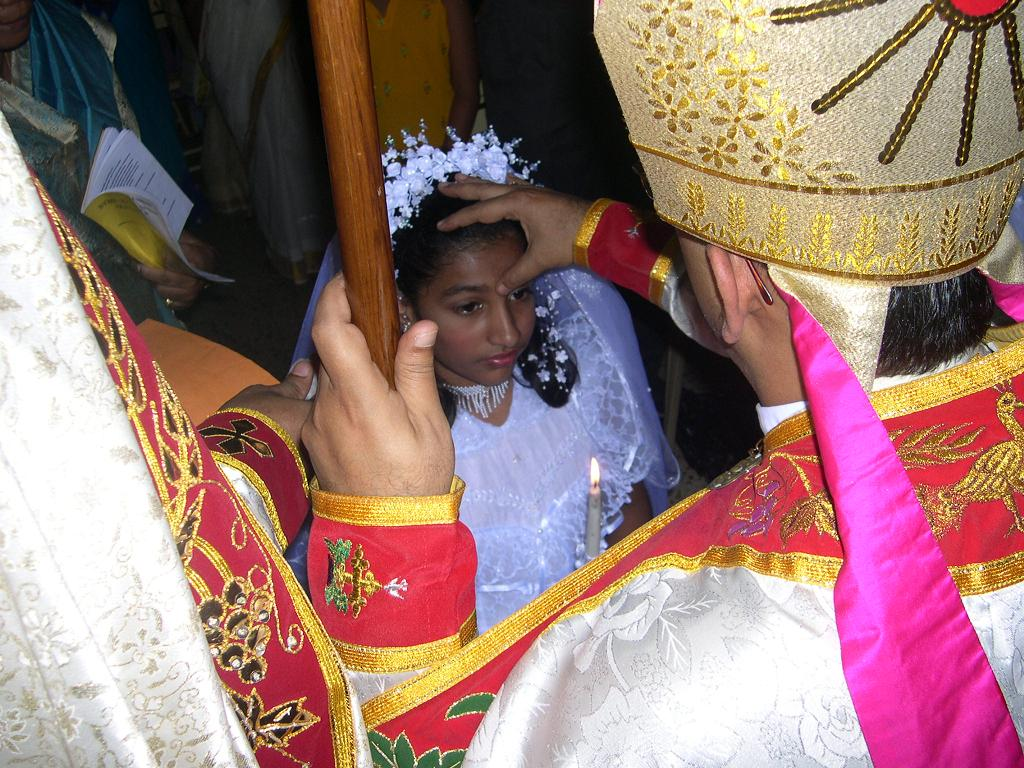
Ein Bischof segnet eine Erstkommunikantin mit dem Kreuzzeichen auf der Stirn

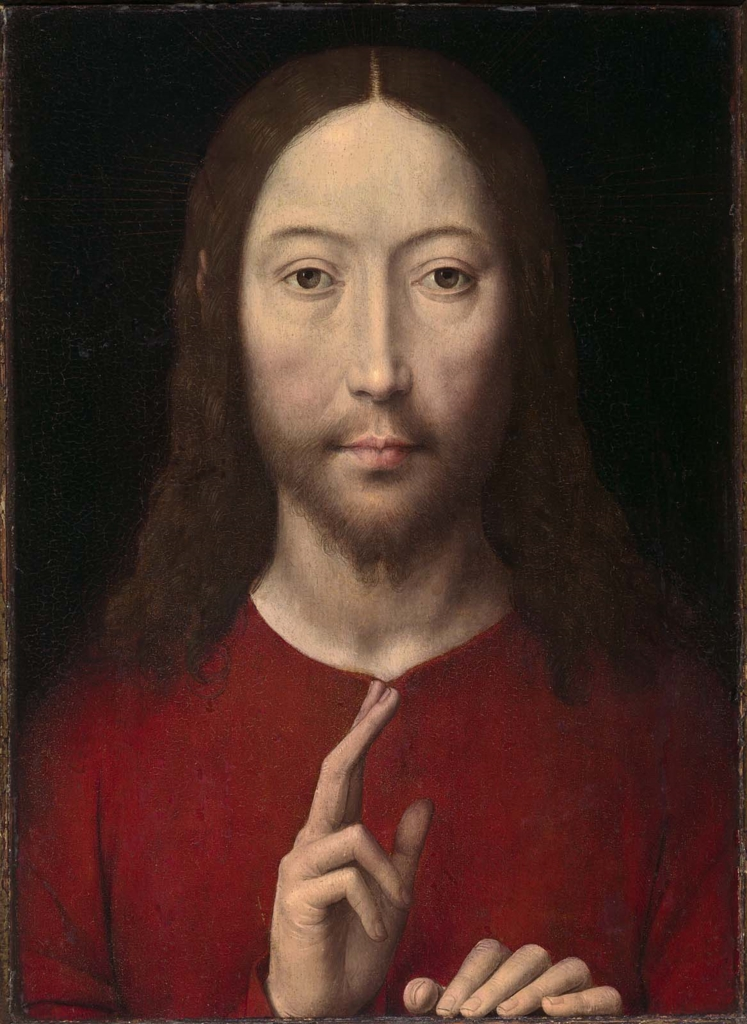
Segensgestus

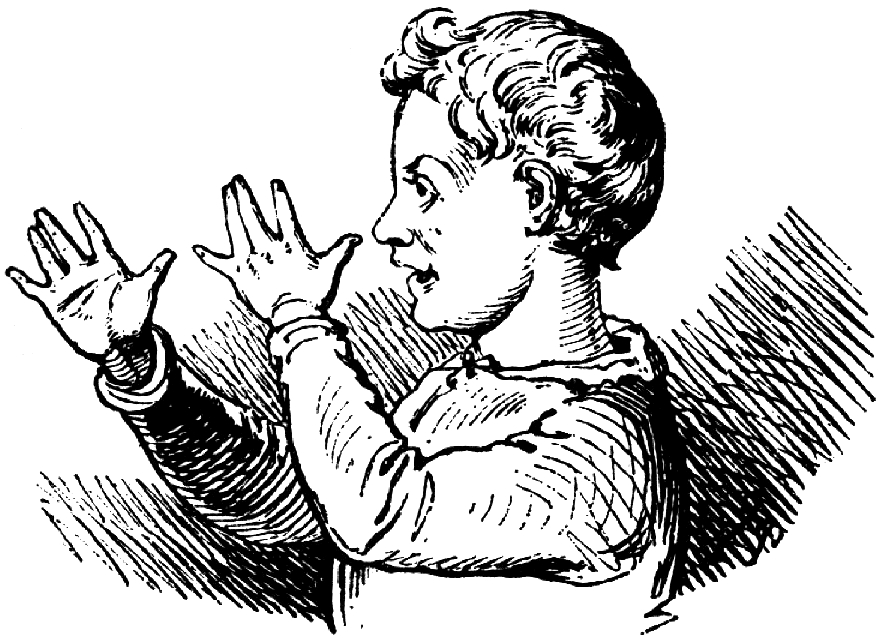
Eine lange Nase

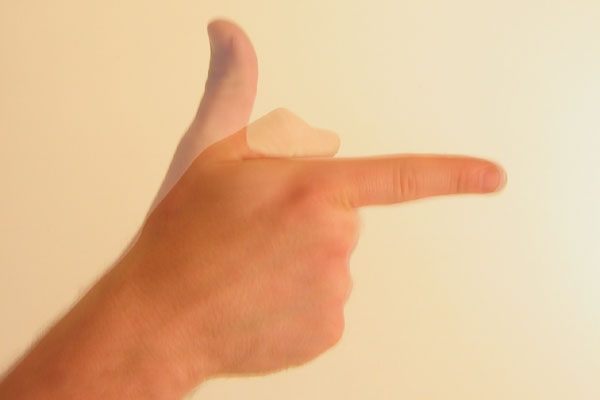
Schießgeste

### Daumen
- Faust ausstrecken und den Daumen nach unten zeigen – Ablehnung
- Faust ausstrecken und den Daumen nach oben zeigen – Zustimmung oder Zusage (Okay geben). In einigen arabischen Ländern sowie im Iran hat diese Geste die Bedeutung des weiter unten erläuterten erhobenen Mittelfingers, dies kann zu unangenehmen Missverständnissen führen.
- Faust ausstrecken und den Daumen horizontal zeigen – Unentschlossenheit oder Neutralität
- Daumen drücken: Daumen wird auf die restlichen Finger gedrückt – Erfolg wünschen
- Faust, bei der die Finger den Daumen umschließen, nachdem zunächst die flache Hand gezeigt und der Daumen angelegt wurde: Signal an andere mit der Bedeutung „brauche Hilfe, befinde mich in einer Notlage, erlebe häusliche Gewalt“. Die Geste wurde 2020 von der Canadian Women’s Foundation entwickelt und hat sich vor allem durch soziale Medien verbreitet.[1] (Notgeste, Hilfegeste)
- Kreuz auf der Stirn eines Gläubigen mit dem Daumen nachzeichnen – Segnen einer Person im Christentum
- Den nach oben gerichteten Daumen ablecken und vorstrecken ist eine in Bulgarien verbreitete Geste, mit der man eine Wette abschließt oder zum Wetten provoziert.[2]

### Zeigefinger
- Senkrecht ausgestreckten Zeigefinger an die Nase legen: signalisiert Nachdenken
- Ausgestreckten Zeigefinger mit der Fingerspitze zur Nase zeigend senkrecht auf die eigenen oder fremden Lippen legen – Bitte zur/um Ruhe oder Verschwiegenheit
- Zeigefinger an die Stirn oder Schläfe tippen: Vogel zeigen bzw. einen Vogel haben – Jemanden als verrückt/dumm betiteln (Beleidigung)
- Zeigefinger in den (weit) geöffneten Mund stecken: Ein Verhalten, ein Umstand oder eine Person widert den Sprecher an (Andeutung des Erbrechens)
- Zeigefingerkuppe in den Mund stecken – Nachdenken, Verlegenheit oder Scham (vor allem Kinder nach einem Tadel)
- Zeigefinger ausstrecken und die Hand etwa auf Brust- oder Kopfhöhe heben – Aufforderung zum Aufpassen
- Ein erhobener Zeigefinger als belehrende oder ermahnende Geste („Moralischer Zeigefinger“)
- Ein erhobener Zeigefinger als Symbol des islamischen Monotheismus (Tauhīd)
- Auf die eigene Stirn ausgerichtete Kreisbewegungen des Zeigefingers – andeuten, dass eine meist dritte Person nicht ganz bei sich oder verrückt ist

### Mittelfinger
- Hervorgestreckter Mittelfinger, der Handrücken zeigt zum Empfänger: Stinkefinger – Beleidigung, Phallussymbol

### Kleiner Finger
- Emporgestreckter kleiner Finger der rechten Hand: Erkennungszeichen von Aachenern und Gruß untereinander (Klenkes; bei Begegnung außerhalb von Aachen). Die Handfläche dabei ist vom Körper der grüßenden Person abgewandt.

### Kombinationen
- Zeige- und Mittelfinger gespreizt und dabei die Fingerflächen nach vorn richten: Victory-Zeichen – Zeichen des Sieges, bedeutet jedoch öfters auch Peace. In ostasiatischen Ländern wie Japan, Südkorea und Taiwan wird die Geste sehr oft auf Fotos oder Filmaufnahmen gemacht. Hierbei ist die Bedeutung in etwa „glücklich“ und soll das Lächeln unterstreichen. Bei nach außen gerichtetem Handrücken ist die Geste in manchen Ländern negativ konnotiert: In dieser Form wirkt sie vor allem in den Ländern Australien, Großbritannien, Irland und Neuseeland extrem unhöflich und beleidigend. Sie entspricht dem hiesigen hervorgestreckten Mittelfinger.
- Daumen, Zeige- und Mittelfinger ausgestreckt, beide Finger berührend: Segensgestus im Christentum – Erteilen eines Segens für einen Gläubigen (veraltet)
- Geschlossene Faust mit abgespreiztem Daumen und kleinem Finger – Shaka
- Daumen und kleiner Finger abspreizen – Windsurfergruß Hang Loose
- Daumen und kleinen Finger abspreizen, die anderen Finger zum Handballen beugen und letztere an ein Ohr halten: Telefonhörer nachahmen – Telefongespräch führen (meist eine Aufforderung). Mit der gleichen Fingerhaltung Daumen an die Lippen halten und die Hand aufwärts gegen den Mund kippen – Trinken darstellen.
- Daumen an der Nasenspitze ansetzen und kleinen Finger abspreizen: „Eine lange Nase drehen“ – Hänseln („Ätschibäätsch!“ oder „angeschmiert!“), als Verstärkung auch mit der zweiten Hand in gleicher Geste an den kleinen Finger der ersten Hand angesetzt. Jeweils meist unter Kindern
- „Rübchen schaben“[3] bezeichnet die Geste, mit dem ausgestreckten über den deutenden Zeigefinger zu streichen, um meist unter Kindern Spott, Tadel oder Schadenfreude zu zeigen.
- Daumen an Zeige- und Mittelfingerspitzen reiben: Geld zählen – Darauf hinweisen, dass eine Angelegenheit ein Thema der Kosten ist (z. T. eine Geldforderung)
- Linken Arm etwas vom Körper nach unten wegstrecken und dabei Zeige- und Mittelfinger ausstrecken – Gruß unter Motorradfahrern während der Fahrt
- Einen Arm vom Körper wegstrecken und dabei Daumen und Zeigefinger abspreizen, während man mit dem Zeigefinger auf jemanden zielt und den Rückstoß einer Faustfeuerwaffe imitiert – Symbolische Erschießung
- Zärtlich mit einem Finger auf die Nasenspitze einer anderen Person tippen – Intimität
- Zeigefinger oder Daumen quer über den eigenen Hals führen und dabei Blickkontakt mit einer Person halten: Symbolisches Aufschlitzen des Halses (zum Töten) – Drohung
- Zeige- und Mittelfinger beider Hände synchron beugen und strecken, dabei die Hände etwas hochhalten: Anführungszeichen imitieren, z. B. während des Zitierens (überwiegend in Nordamerika)
- Hand hochhalten und Zeige- und Mittelfinger sowie kleinen Finger ausstrecken: Schockgeste – Beleidigung (Steigerung des Stinkefingers), Phallussymbol
- Schnipsen und dabei die Hand hochhalten: Herrische Aufforderung zum Herbeieilen (heute durchgehend sehr rüde empfunden), sowie Signal von Schülern, um die Aufmerksamkeit des Lehrers auf sich zu ziehen (um beispielsweise eine Antwort zu geben)
- Zeigefinger und Daumen zu einem Ring bilden und mit dem Zeigefinger der anderen Hand in den Ring führen oder mit der Handfläche der anderen Hand mehrmals auf ein Faustende schlagen: einen Koitus imitieren – vulgäre Beleidigung
- Zeige-, Mittelfinger und Daumen zusammenführen und dabei mehrmals in kreisförmigen Bewegungen zum eigenen Mund führen: Essen (Speisen verzehren)
- Zeigefinger und kleinen Finger ausstrecken
  - Mano cornuta („Teufelsgruß“ oder Hörnergeste) – vulgäre Beleidigung oder Zeichen der Zugehörigkeit zur Heavy-Metal- bzw. Rockmusik-Szene (dabei ist die Hand meist auf Kopfhöhe oder über der Stirn)
  - volkstümliches Zeichen gegen den bösen Blick
  - Mitteilung, dass man sich kurzfristig von einem Ort zwecks Blasenentleerung entfernt (die Hand wird dabei vor dem Schritt gehalten – Imitierung des Penis', Nepalesische Männer)
  - in Russland, dass man sich als „Piterskaya Koza“=„Ziege aus Sankt Petersburg“ (umgangssprachlich) bezeichnet
- Daumen und Zeigefinger zu einem Ring zusammenführen, restliche Finger abspreizen: Okay (Tauchzeichen), Lob (nur in Deutschland, Österreich und der Schweiz, in Italien bedeutet es Arschloch), auch Erkennungszeichen für White Supremacy[4][5]
- Daumen und Zeigefinger beider Hände zu einem Ring zusammenführen und auf die eigenen Augen legen (Imitation einer Brille): Aufforderung zum Hinsehen bzw. Lesen i. S. v. Verstehen
- Zeige- und Mittelfinger etwas abspreizen und nah an die eigenen Augen führen, sodass jeweils ein Finger auf ein Auge gerichtet ist – Kritische Aufforderung, etwas visuell wahrzunehmen (und entsprechend zu handeln), Beispiel: „Betriebsanleitung lesen!“
- Daumen und Zeigefinger ans Kinn legen: signalisiert Nachdenklichkeit
- Daumen und Zeigefinger an die Nasenwurzel halten, bei gleichzeitigem Krausen der Augenbrauen und eventuellem Schließen der Augen: angestrengtes Nachdenken

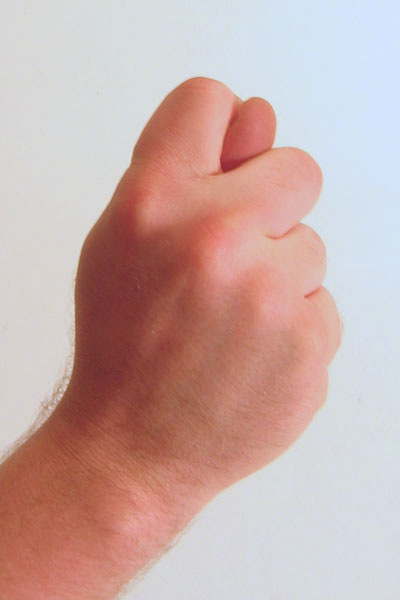
Feigenhand

- Daumen der Faust zwischen Mittelfinger und Zeigefinger stecken – Feigenhand oder Neidfeige (Geschlechtsverkehr, Abfuhr, im Spiel mit Kindern („Nase klauen“) oder Apotropäische Handlung)
- Daumen, Zeigefinger und Mittelfinger der rechten Hand ausstrecken – Serbischer Gruß
- Verschiedene Fingerzeichen: Mudra („das, was Freude bringt“) – Buddhismus
- mit Daumen und kleinem Finger einen Ring formen, wobei der Daumen den kleinen Finger überlappt („beschützt“), die restlichen Finger nach oben strecken – internationaler Pfadfindergruß. Wird mit der rechten Hand in Kopfhöhe gezeigt.

## Hände

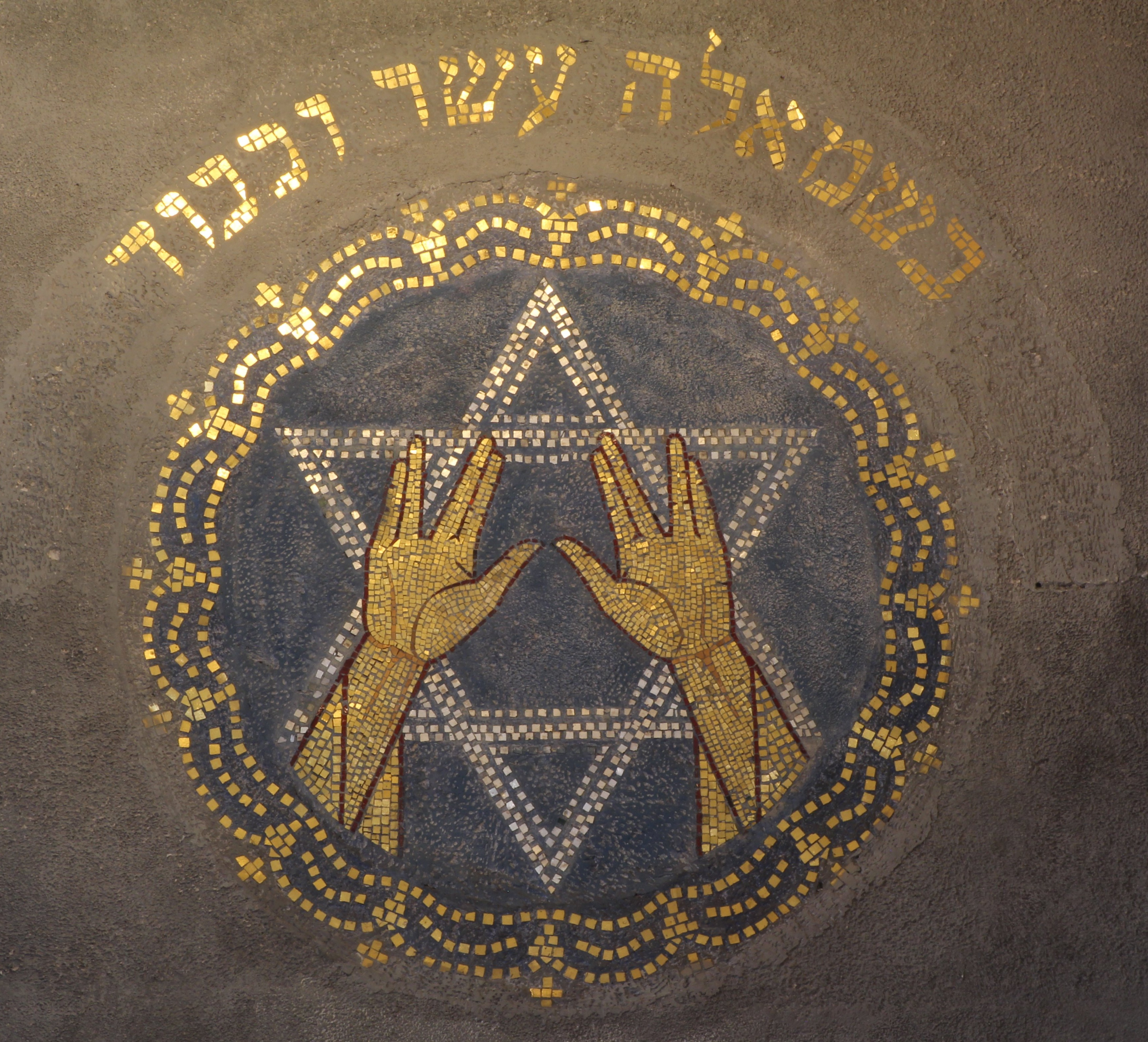
Segnende Priesterhände, Mosaik in der Synagoge von Enschede

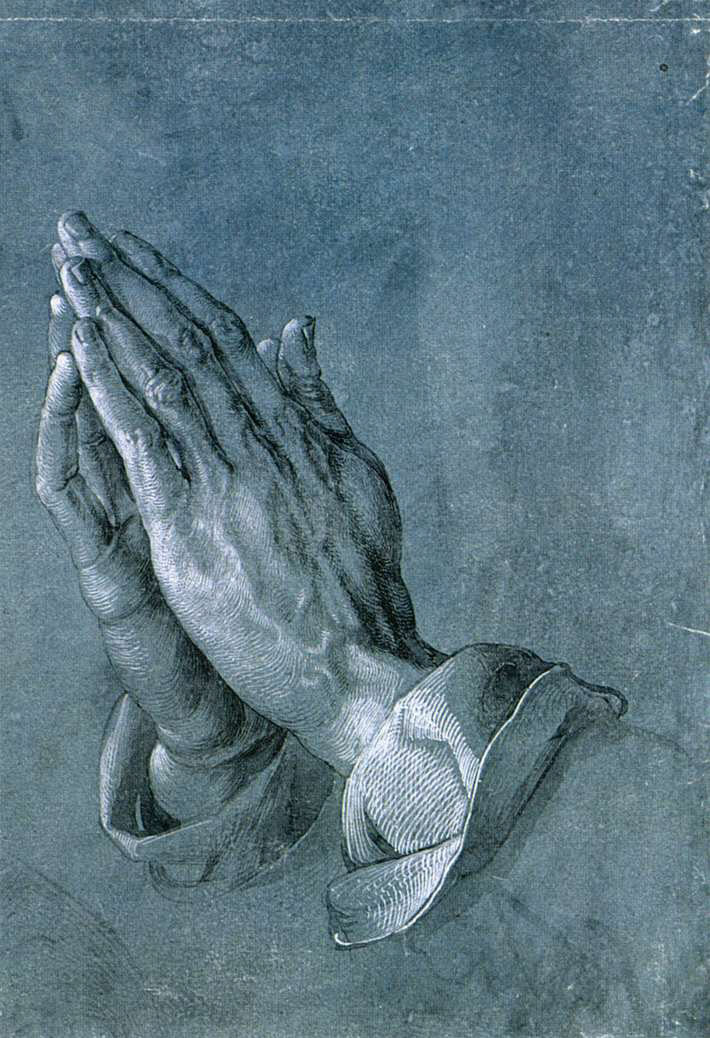
Albrecht Dürers Betende Hände

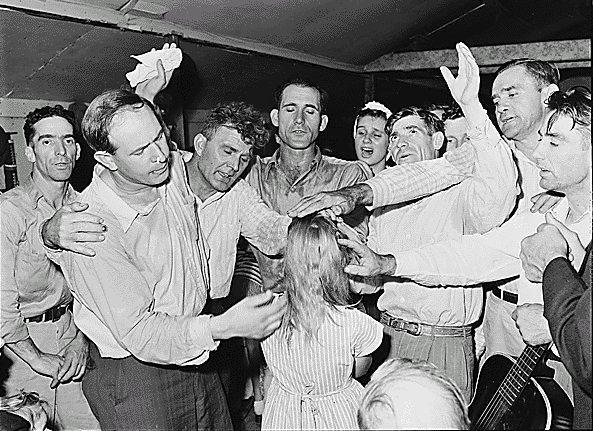
Handauflegen bei der Pfingstbewegung, Kentucky 1946

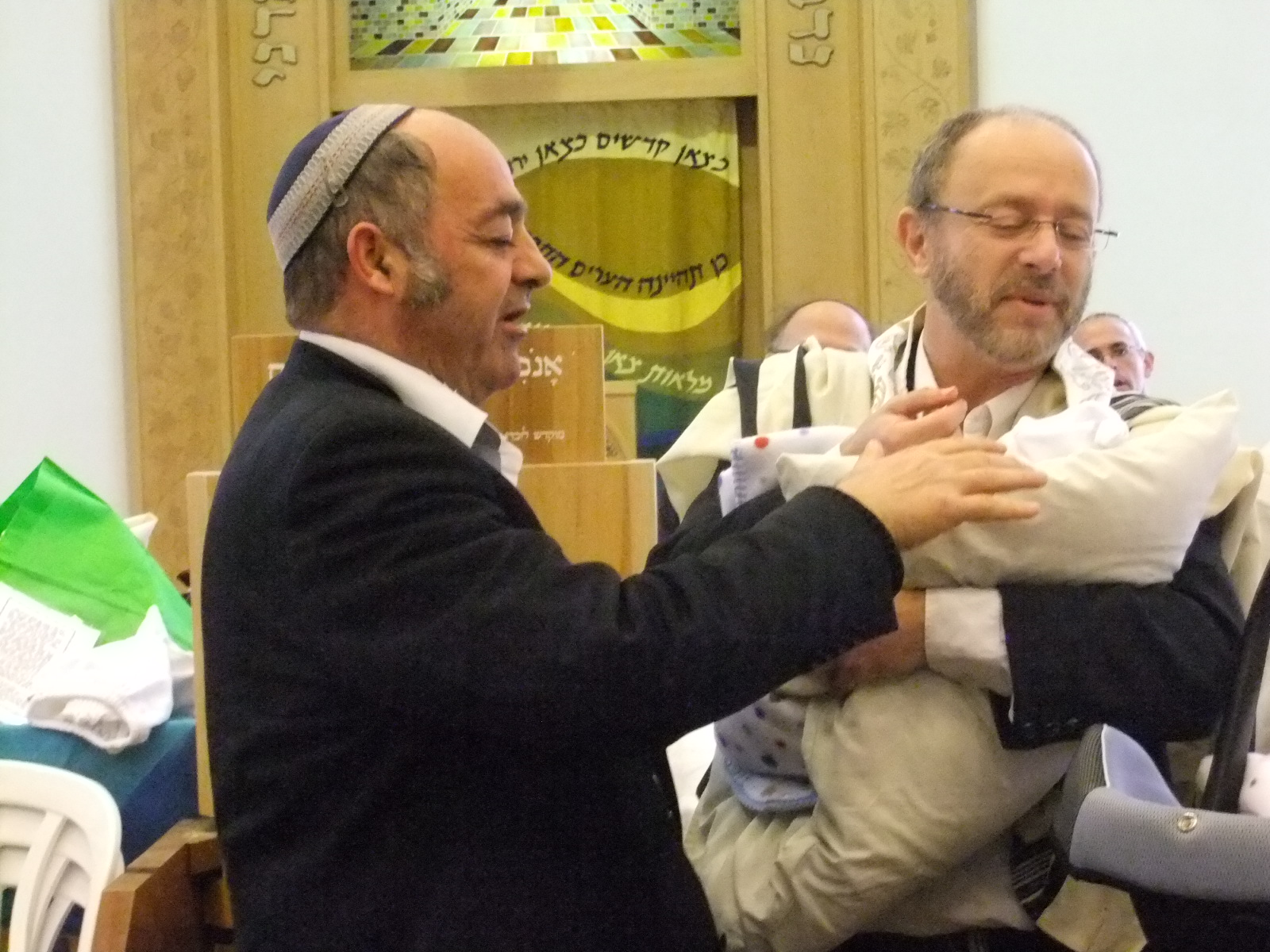
Aaronitischer Segen anlässlich der Brit Mila

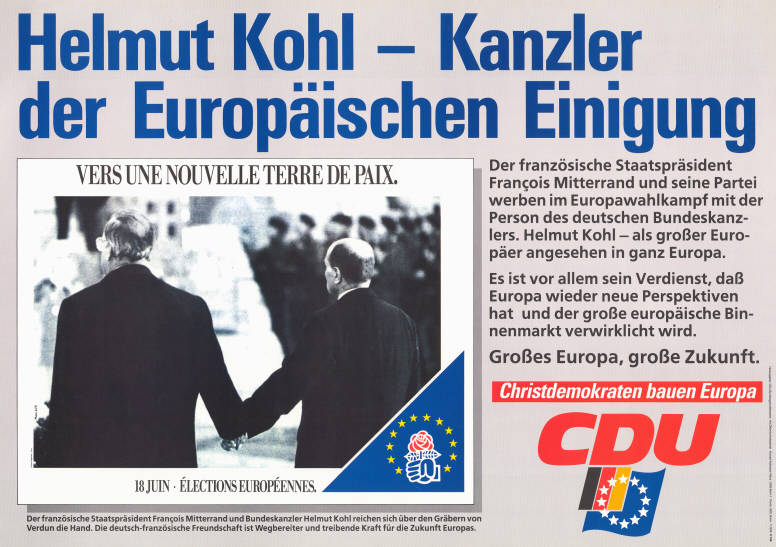
Foto des Handschlags von Verdun (1984) auf einem Wahlplakat der CDU zur Europawahl 1989

- Hand vor den Mund halten – Gesagtes soll zurückgenommen werden, Lachen soll zurückgehalten werden, Unsicherheit in der Sache[6]
- Handflächen auf Höhe des Oberkörpers, des Halses oder des Kopfes vertikal aufeinanderlegen (🙏) – besondere Grußhandlung in Südasien, auch religiös verwendet (vgl. Namaste/Namaskar (Hindus), Gasshō (japanische (einschließlich Zen) Buddhisten), Wai (Thailand)), auch als Dank
- Gegenseitig die Fäuste gemächlich gegeneinander schlagen – Faustgruß, ursprünglich unter japanischen Männern
- Kreuz mit Zeige- und Mittelfinger nachzeichnen: auf die Stirn, dann auf den Bauch, die linke Brust und sodann auf die rechte Brust tippen: Kreuzzeichen – Bekenntnis zum Glauben an die Dreifaltigkeit bei Katholiken
- Eine Hand des Gegenübers anfassen, sodass diese ineinander liegen: Händeschütteln – Grußhandlung oder Übereinstimmung mit etwas
- Handflächen zweier Personen klatschen einander ab (auf Brusthöhe: High five, engl. Hohe Fünf, dt. fünf Finger) – Gruß, besonders wenn viele Personen in kurzer Zeit begrüßt werden (Star begrüßt Fans).
- Hände umfassen (Handflächen berühren sich) – Gruß, Einigung oder Gratulation
- Daumen und kleinen Finger ausstrecken und bewegen: Hang Loose/Shaka – Grußhandlung unter Wellenreitern/Surfern (aus Hawaii)
- Einen oder beide Handteller auf oder über den Kopf eines anderen positionieren: Handauflegen – sehr alte Geste zur Heilung und Teil der Religionsausübung; im Buddhismus ist es unrein, Mönche am Kopf zu berühren
- Eine Hand oder beide Hände ausstrecken und den Handteller rechtwinklig zum Boden nach vorn richten – energische Aufforderung zum Abstand halten
- Den Handteller vor dem Gesicht einer anderen Person von oben nach unten bewegen, wobei die Finger zum Kopfende zeigen – übersinnliche Übertragung einer Kraft oder das Verschließen der Augen unmittelbar nach dem Sterben eines Menschen
- Handteller auf die eigene Stirn schlagen: Eingeständnis der eigenen Dummheit oder Vergesslichkeit
- Die Hand auf das eigene Gesicht legen, sodass die Teile davon verdeckt: Facepalm
- Hand zum eigenen Körper hin winken – a) Desinteresse zeigen, b) etwas als erledigt anzeigen oder c) Aufforderung zum Herkommen; bei letzterem gibt es zwei Arten: Handteller zeigt nach oben (in der westlichen Welt) und nach unten (im Orient und in Afrika)
- Dito, jedoch über die Schulter hinweg: Etwas als nichtig hinstellen, etwas für erledigt erklären oder Gleichgültigkeit gegenüber einer Angelegenheit ausdrücken
- Strecken des Ellenbogens mit der offenen Handfläche nach außen: vom Körper wegwinken, „Abwinken“ – Desinteresse, Missbilligung, „Geh mir weg!“
- Am Kopf kratzen ohne Juckreiz – Verlegenheit (oft in den Filmen Dick und Doof gezeigt)
- Gähnen imitieren, auf Reaktion zu einem Gespräch oder einer Situation – Langeweile kommunizieren
- Handflächen gegeneinander schlagen: Klatschen –
  - Beifall als Zeichen der Zustimmung oder des Lobes (mehrmals) oder
  - eine Aufforderung zum Beginn eines Tuns (zwei oder drei Mal, meist mit hochgehaltenen Händen) oder
  - ironisch: starke, fast beleidigende Kritik (mit überlangen Abständen, Beispiel: Jemand zerstört aus Unachtsamkeit eine wertvolle Sache und der Eigentümer nimmt dies wahr)
- Hände kraftvoll und ausladend gegenläufig aneinander klatschen – Ende/Aus („Basta!“)[7]
- Arm hochhalten und horizontal Kreisbewegungen beschreiben (nur beim Militär) – Übermittlungszeichen als Befehl des militärischen Führers zum Sammeln!
- Faust oder Handfläche auf den Tisch schlagen – Wut/Bestimmtheit ausdrückend oder einer Aussage oder energisch Nachdruck verleihen
- Beide Hände flach rechts und links auf den eigenen Kopf legen: „Die Hände über dem Kopf zusammenschlagen“ – Katastrophe oder Trauer erleben, Verzweiflung ausdrücken o. ä.
- Mit einer Handkante eine axtähnliche Bewegung ausführen (meist mit Aufschlagen auf die andere geöffnete Handfläche) – Zäsur (cut), Trennung veranschaulichen
- Die Mitte der horizontalen Handfläche von oben gegen die Spitze der vertikalen Handkante bewegen – Unterbrechung, Pause, Timeout
- Mehrmals eine Faust seitlich gegen eine ausgestreckte (eigene) Hand klopfen – Geschlechtsverkehr (derb) (in Südafrika: Unterstreichung des Wortes „voll“, übertragend auch „viel“ oder „zu Ende“)
- Handfläche ist gegen den Schienenfahrzeugführer gerichtet und beschreibt einen Kreis (kann also nicht mit üblichem Winken verwechselt werden) – sofort anhalten (egal, wer das Signal gibt)
- Beide Handflächen stehen sich gegenüber, nähern sich langsam und schlagen zuletzt zusammen – Hilfe beim Einparken, der Abstand der Handflächen bildet den Abstand der beiden Fahrzeuge ab, das Zusammenschlagen bedeutet Stopp
- Ein Arm ausgestreckt, mit der Handfläche leicht gekrümmt – Bittgeste, Betteln
- Beide Handflächen leicht gekrümmt übereinander gelegt, als würde man Wasser schöpfen – Demut, Bittgeste
- Beide Hände vor der Brust aneinanderlegen, wahlweise mit verschränkten oder ausgestreckten Fingern – beten
- Beide Hände mit ausgestreckten Fingern aneinanderlegen und rechts oder links an den Kopf legen (wie ein Kopfkissen) und den Kopf leicht zur Seite neigen – Müdigkeit oder Wunsch schlafen zu gehen ausdrücken
- Mit der Handfläche quer vor dem eigenen Gesicht nach rechts und links schwenken: Scheibenwischergeste (auch „Mattscheibe“ genannt), ein Zeichen für Idiot – Beleidigung
- Daumen, sowie Ring- und kleiner Finger, werden von Zeigefinger mit Mittelfinger abgespreizt (🖖): Aaronitischer Segen. Die Geste wird als Nachbildung des Buchstabens Schin des hebräischen Alphabets interpretiert, das den ersten Buchstabens des Wortes (El) Shaddai („der Allmächtige“) abbilden soll.[8]
- Mountza: alle fünf Finger ausstrecken und die Handfläche(n) in Richtung der anderen Person strecken – Beleidigung in Griechenland
- Daumen sind vor der Brust verhakt, die Handrücken zeigen nach vorne, die restlichen Finger sind ausgestreckt – albanisches Symbol. Symbolisiert den Doppeladler (siehe Wappen Albaniens). Manchmal werden die ausgestreckten acht Finger zusätzlich (arrhythmisch) bewegt, um Flügelflattern darzustellen.
- Zeigefinger von der geballten Hand ausstreckten, aber in sich einknicken, außen an ein Auge halten und etwas auf- und abdrehen – unterstellt dem Gegenüber Weinerlichkeit/Empfindlichkeit

## Arme und Schultern

### Einarmig
- In etwa senkrechtes Hochheben eines Arms mit flacher Hand oder ausgestrecktem Zeigefinger, mit oder ohne angewinkeltem Ellenbogen – in einer Gruppe mit Gesprächsmoderator (z. B. Schulklasse mit Lehrer) zu erkennen geben, dass man etwas sagen möchte (sich melden, aufzeigen)[9]
- Heben des rechten Armes mit ausgestreckter Hand schräg nach oben: Hitlergruß/Saluto romano – Sympathie mit dem Nationalsozialismus/Faschismus; auch Olympischer Gruß
- Ausgestreckte Handfläche an die Schläfe halten (Finger zusammen und diese schräg nach oben, Arm etwa 45 Grad abgewinkelt): militärischer Gruß – Respekt bzw. Gehorsam (in Polen zwei Finger)
- Arm hochheben und vor sich rechts und links schwenken (Steigerung: mit Armen): Winken – Gruß, z. B. Abschied
- Einen Arm ausstrecken (angewinkelt) und horizontal etwas hin und her bewegen – Unentschlossenheit
- Einen Arm oder beide Arme ausstrecken und diese(n) auf und ab bewegen – Aufforderung zur Beruhigung oder zur Verringerung einer Geschwindigkeit
- Einen Arm ausstrecken, die Hand des anderen Armes auf die Ellenbeuge legen und den Unterarm des ausgestreckten Armes schwungvoll wie einen Hebel hochbewegen – Beleidigung
- Arm(e) in die Hüfte(n) gestemmt, dabei Handfläche(n) nach außen gedreht: Dominanzgeste bei Männern (auch im Sitzen: auf Oberschenkel gestemmt)
- Einen Arm zu 90° anwinkeln und kraftvoll nach unten bewegen – Freude
- Arm senkrecht nach oben halten und den Handteller zeigen (kurzzeitig), meist mit gespreizten Fingern, oft mit Winken nach rechts und links verbunden – Gruß aus der Distanz

Mic drop Barack Obamas am Ende seiner Rede beim White House Correspondents’ Dinner 2016

- Arm nach vorn strecken und mit der Hand einen sich lösenden horizontalen Griff imitieren – Mic drop. Stammt aus der Hip-Hop-Kultur. Soll das Fallenlassen eines Mikrofons darstellen. Wird am Ende von schlagfertigen Rap-Songs, Reden oder Aussagen ausgeführt. Drückt Überzeugtheit von der eigenen Überlegenheit gegenüber Mitstreitern/Konkurrenten aus.
- Eine Hand halb geöffnet mit etwas Abstand seitlich an den Kopf halten, eine Vierteldrehung im Uhrzeigersinn ausführen und mit leicht nach vorne zeigendem Zeigefinger stoppen, währenddessen den unteren Teil des Kopfes leicht von der Hand und nach hinten wegkippen – (meist ironischer) Ausdruck der eigenen Cleverness, der Dummheit des Gegenübers oder als Frage: Verstehst du?

### Beidarmig
- Beide Arme in den Himmel strecken – Kapitulation, Zeigen der Waffenlosigkeit oder auch Freude (z. B. Laola)
- Beide Schultern einmalig oder in rascher Folge mehrmals nach oben ziehen: Achseln/Schulter zücken – Ahnungslosigkeit oder Gleichgültigkeit
- Eigene Handflächen auf Höhe der Brust, der Schulter oder des Gesichts zusammenlegen: Wai – Gruß einer geschätzten Person in Thailand
- Mit beiden Händen oder mit einer Hand den Oberkörper umarmen: Umarmung – Gruß oder Ausdruck der Verbundenheit (letzteres: Trauer, Freude u. ä.)
- Beide Arme nach oben ausstrecken (und damit ein Y bilden): Signal an Hubschrauberpiloten oder -besatzungen mit der Bedeutung „brauche Hilfe“, „hier landen“, „Ja (Yes)“
- Den einen Arm nach oben, den anderen nach unten ausstrecken (und so ein N darstellen): Signal an Hubschrauberpiloten oder -besatzungen mit der Bedeutung „brauche keine Hilfe“, „nicht landen“, „Nein“
- Den einen Arm nach vorne strecken und mit dem Zeigefinger des anderen auf das Handgelenk tippen: Wie spät ist es?
- Arm auf Kopfhöhe anwinkeln und den Kopf in den gebeugten Ellenbogen (und zurück) führen, während der andere Arm schräg nach oben gestreckt wird – Dab. Drückt Selbstbewusstsein über eigenes Können aus.
- Beide Arme vor der Brust gekreuzt kann mehrere Bedeutungen haben:  Jubelgeste beim Fußball, Zeichen gegen Unterdrückung (in Kombination mit Fäusten), im Film Black_Panther:_Wakanda_Forever ein Zeichen zur Treue zum Staat

## Kopf
- Kopf in meist rascher Folge vertikal auf- und abbewegen: Nicken
  - – Etwas zustimmen/bejahen, vgl. Abnicken oder Zeichen eines Beginns (Mitteleuropa)
  - – Etwas ablehnen/verneinen (Bulgarien, Griechenland, Albanien): der Kopf wird zurückgeworfen; was wie Nicken aussieht, ist eigentlich die Rückbewegung in die normale Kopfposition.[10]
- Kopf in meist rascher Folge nach links und rechts drehen: Kopfschütteln – Etwas ablehnen (langsam: mit Bedauern). In einigen Kulturen, wie Bulgarien, Nordgriechenland, Indien oder Sri Lanka, wird dagegen leichtes Kopfschütteln als Zustimmung verstanden.
- mit dem Kopf nach rechts und links wackeln, in Südasien Zustimmung (head bobble/head wobble)
- Kopf (oft zusammen mit Melancholie vermittelnder Mimik) langsam horizontal hin- und herdrehen – Ausdruck der Fassungslosigkeit
- Kopf senken und nach unten blicken und jeglichen Blickkontakt vermeiden – Bezeugung von Ehrfurcht (dem anderen gegenüber) oder als Geste von Trauer oder Andacht
- Einem Gesprächspartner gegenüber den Kopf leicht schräg stellen situativ verschieden: in angespannter Situation Entspannung (der direkte, potentiell aggressiv wirkende doppelte Augenkontakt wird unterbrochen); als Reaktion auf Gesagtes, teilweise mit hochgezogenen Augenbrauen, Ungeduld oder ein fragendes ist das dein Ernst?; in freundschaftlichem Umfeld oder (potentiell oder tatsächlich) intimen Situationen (Flirt) erscheint diese Kopfhaltung als freundlich-neckisch.

## Beine
- Mit einem Bein (symbolisch) eine Trittbewegung ausführen („Kicken“ wie beim Fußball) – Person oder Tier wegjagen, unter anderem aufgrund einer starken Ablehnung
- Mit einem Bein auf den Boden stampfen – Wut oder einer Forderung energisch Nachdruck verleihen, beim Militär auch das (eigentliche) Antreten
- Schnell von einem Bein auf das andere springen (trappeln, besonders bei Kindern) – Ausdruck von Freude, Vorfreude oder Ungeduld (bei Kindern auch starker Harndrang)

## Füße
- Im Knien die Oberseite der Füße einer Person küssen: Fußkuss – besonders demütige Geste
- Mit der Fußspitze rhythmisch auf den Boden tappen: Ungeduld

## Nase
- Nase rümpfen
  - Ausdruck der Ablehnung einer Person und/oder Wahrnehmung eines als unangenehm empfundenen Geruches, was man mitteilen möchte.

## Augen
- Lider eines oder beider Augen absichtlich (ggfs. mehrmals) öffnen und schließen und dabei eine Person ansehen: Zwinkern oder Blinzeln – Flirt oder verschmitzter Kommentar
- Augen rollen oder die Pupillen nach oben richten – jemandes oder einer Sache überdrüssig sein; genervt oder frustriert sein[11]

## Rumpf

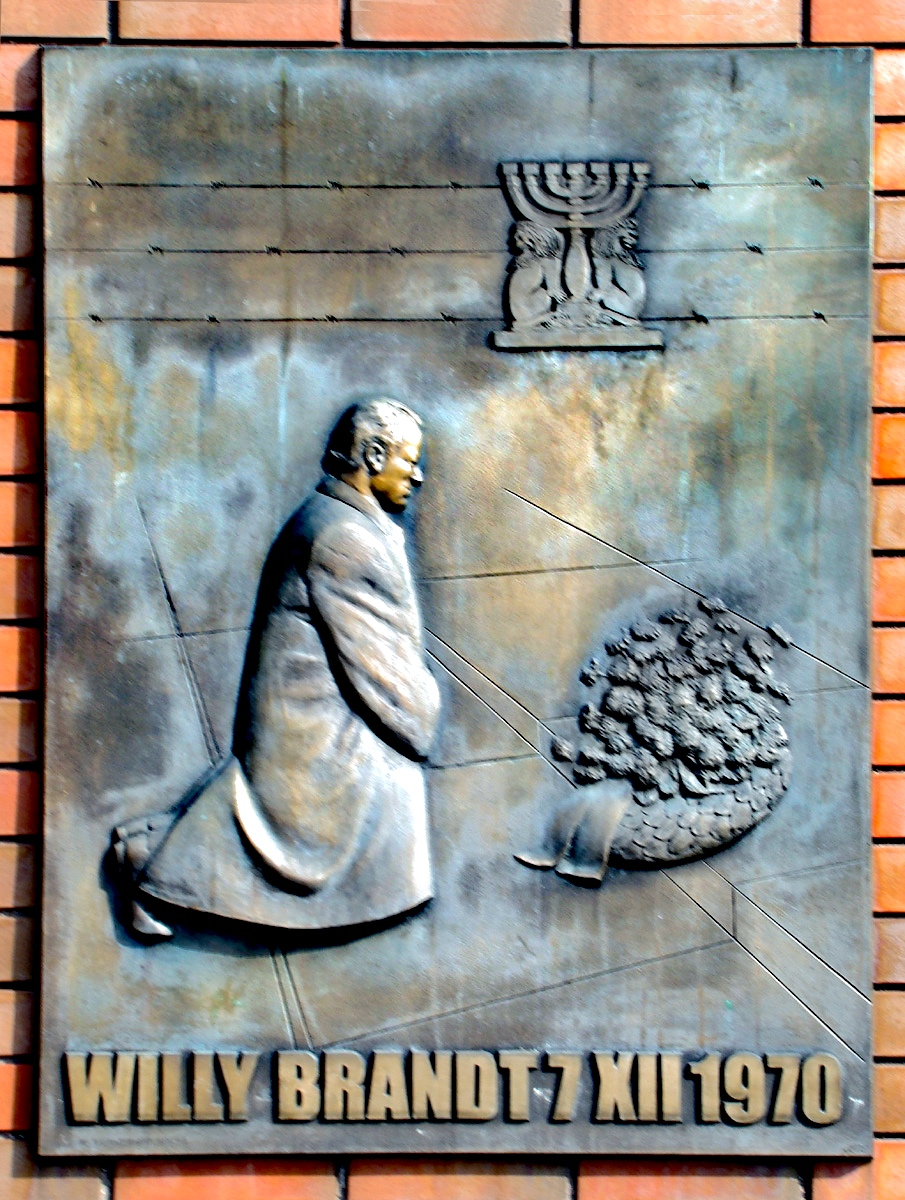
Der Kniefall von Warschau, eine international verstandene Geste der Demut: „Am Abgrund der deutschen Geschichte und unter der Last der Millionen Ermordeten tat ich, was Menschen tun, wenn die Sprache versagt.“ (Willy Brandt)

- Im Stehen die Knie etwas beugen und dabei den Kopf leicht nicken: Knicks – Gruß einer Frau (meist nur noch historisch)
- Vor einer Person im Stehen den Oberkörper gerade nach vorne beugen: Verbeugung – Demut, Dank oder Gruß (letzteres meist nur noch historisch)
- Vor einem Herrscher auf den Boden knien und mehrmals mit der Stirn den Boden berühren: Kotau – Demut (Asien)
- Wie oben, Hand beziehungsweise Finger zum Kuss auf den Mund und diese dann in Richtung des zu Grüßenden strecken: Proskynese – Gruß im Alten Orient
- Aufstehen während einer Begrüßung oder während des Betretens: Höflichkeitsgeste (die Dame steht in der Regel nicht auf, beim Militär jedoch immer)

## Sonstige
- Mund berührt den Körper einer anderen Person (meist die Lippen oder die Wange): Kuss, z. B. sozialistischer Bruderkuss – politische Sympathie, freundschaftliche oder familiäre Grußhandlung oder Zuneigung
- Lippen zum Küssen formen, jedoch nicht küssen: Kussmund, meist von einer Frau ausgeführt
- Auf den Schienbeinen sitzen und den Kopf nach vorn auf den Boden legen: Orantenhaltung – inniges Gebet oder bei Aspiranten am Höhepunkt der Priesterweihe im Katholizismus
- An- oder Aus-Spucken – energische Abneigung (meist bezogen auf eine Person oder deren Fehlverhalten, beleidigend, wenn der Empfänger dies mitbekommt)